# Banandansen
Banandansen är en svensk komedifilm från 2023. Filmen är regisserad av Mikael Weinberg som också skrivit filmens manus. Weinberg har också producerat filmen för Malmö stad.
Filmen hade biopremiär i Sverige den 28 februari 2023 på biografen Panora i Malmö.

## Handling
Filmen handlar om Daniel och Emma. De lever i en kärleksrelation och båda har funktionsvariation. Av misstag blir de gravida vilket leder till ett flertal frågor och ställs inför olika dilemman.

## Roller i urval
- Liv Jaxell – Emma
- Mats Altréus – Daniel
- Bertram Heribertson – Daniels pappa
- Cecilia Walton – Emmas mamma
- Lotten Roos – läkare
- Johannes Wanselow – Erik
- Janya Cambronero Severin – Paula
- Mikael Wiehe – sig själv